# Naučná stezka skřítka Hrobčíka
Naučná stezka skřítka Hrobčíka se nachází v katastrálním území obce Hrobčice. Je určena především pro děti do deseti let. Její délka je 2 km.

## Popis
Stezka vznikala v letech 2015–2017 z iniciativy Liliany Oreničové. Projektantkou byla Jana Syslová, investorem obec Hrobčice. 
Začátek stezky se nachází pod místním románským kostelem sv. Havla, kde se nachází informační tabule a pokladnička na dobrovolné vstupné. Trasa povlovně stoupá po kraji listnatého lesa pod východním úbočím vrchu Horka. Po dosažení Mýtinky fantazie klesá k silnici spojující Hrobčice a Mrzlice Po ní se vrací do Hrobčic, kde je pro návštěvníky zřízeno menší parkoviště.
Podél cesty k Mýtince fantazie jsou rozestaveny dřevěné sošky pohádkových bytostí, některé stromy mají obličeje. Těžištěm této pasáže je několik dřevěných pexes a naučných tabulí, pomocí kterých děti získávají nebo si opakují znalosti o základních druzích fauny a flóry. Centrem stezky je Mýtinka fantazie. Zde se nachází množství sošek bytostí a předmětů, které znají děti z pohádek, např. Křemílek a Vochomůrka, Šmoulové, Pat a Mat, Chaloupka na kuří nožce s Babou Jagou a další. Na mýtince stojí rovněž domek, obklopený plastikami převážně domácích zvířat, a stylizovaný rybníček. V areálu jsou houpačky, velká skluzavka a další herní prvky.

## Galerie

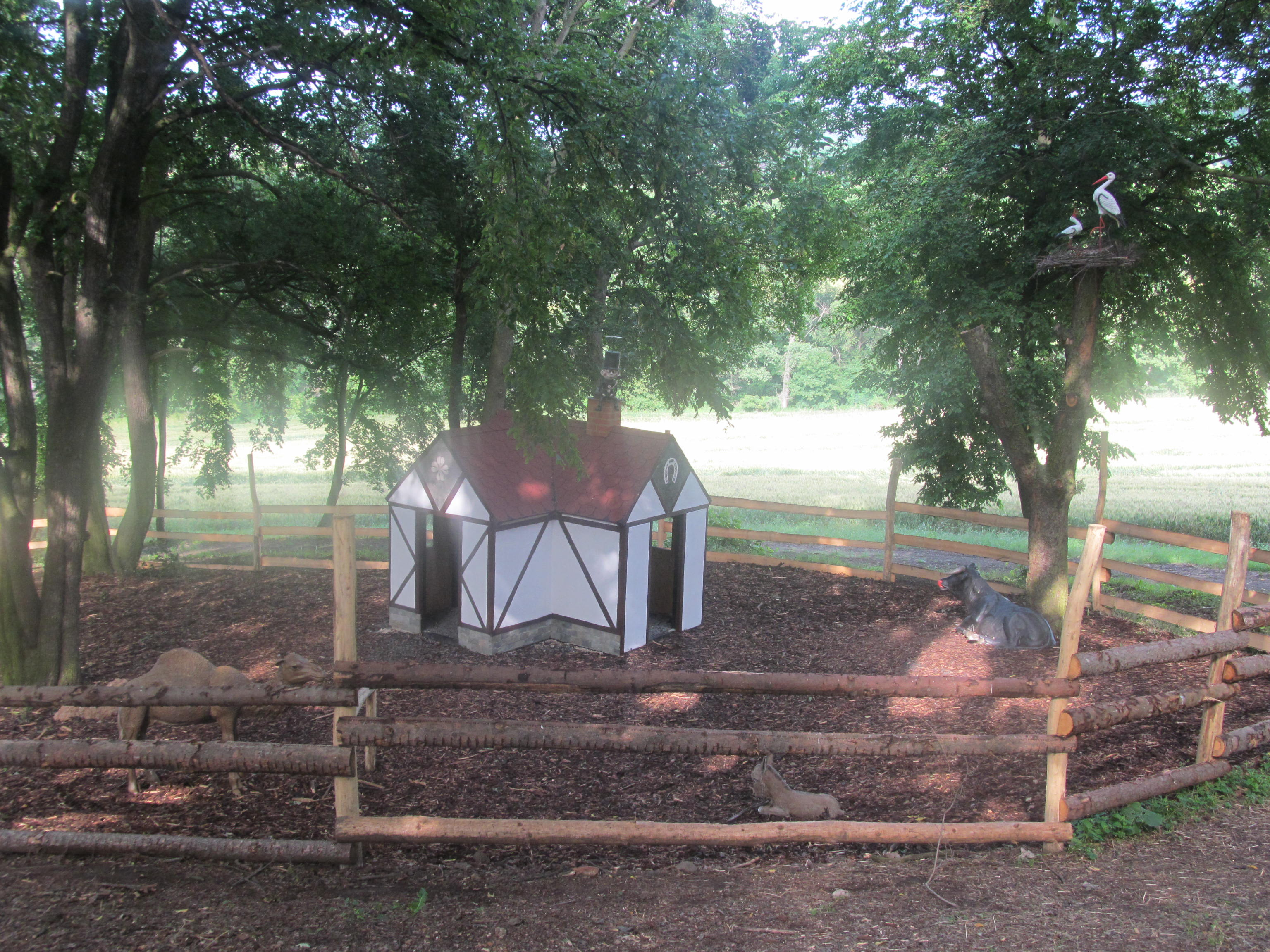
Domek se zvířaty na Mýtince fantazie
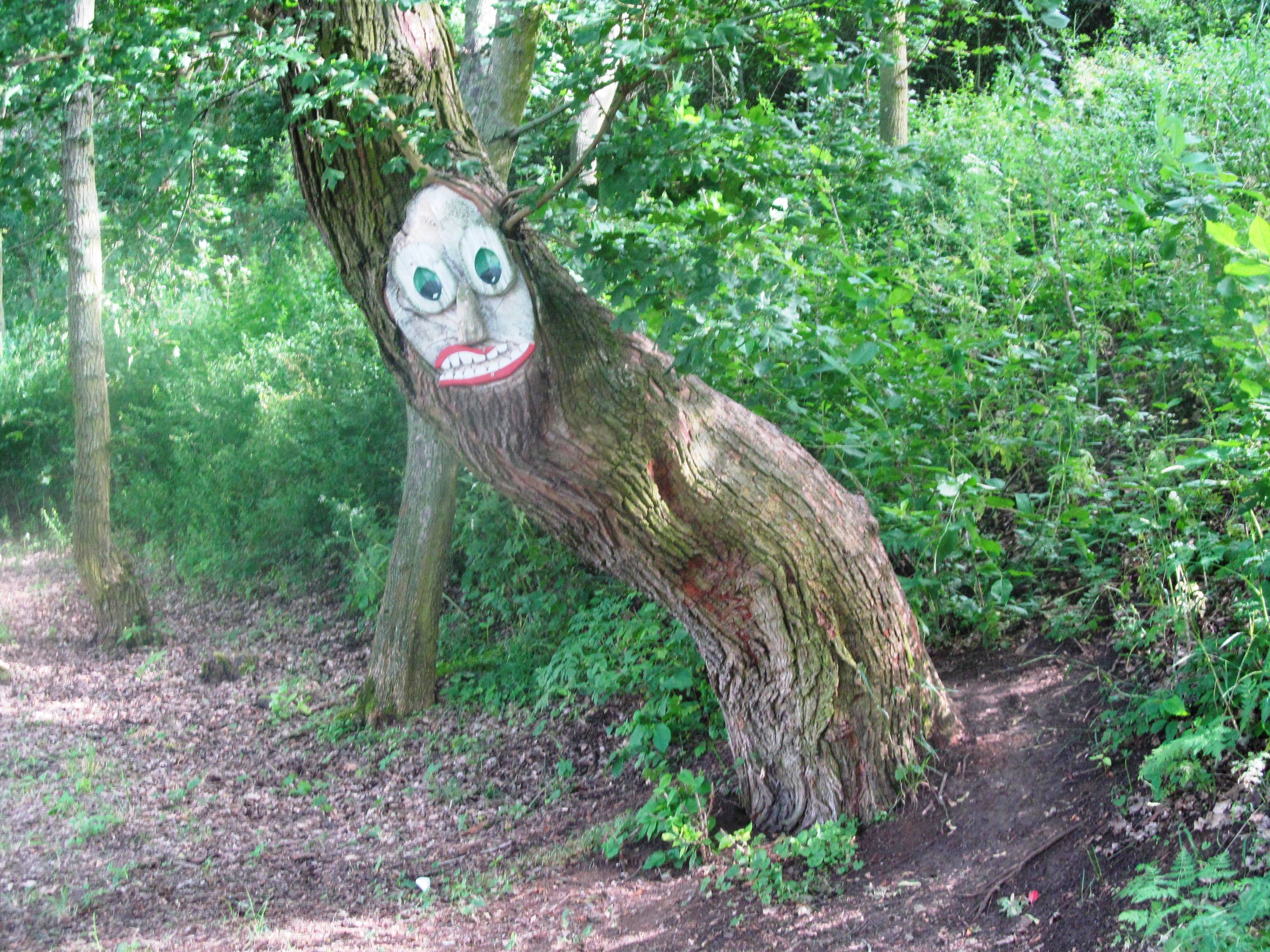
Strom  s obličejem
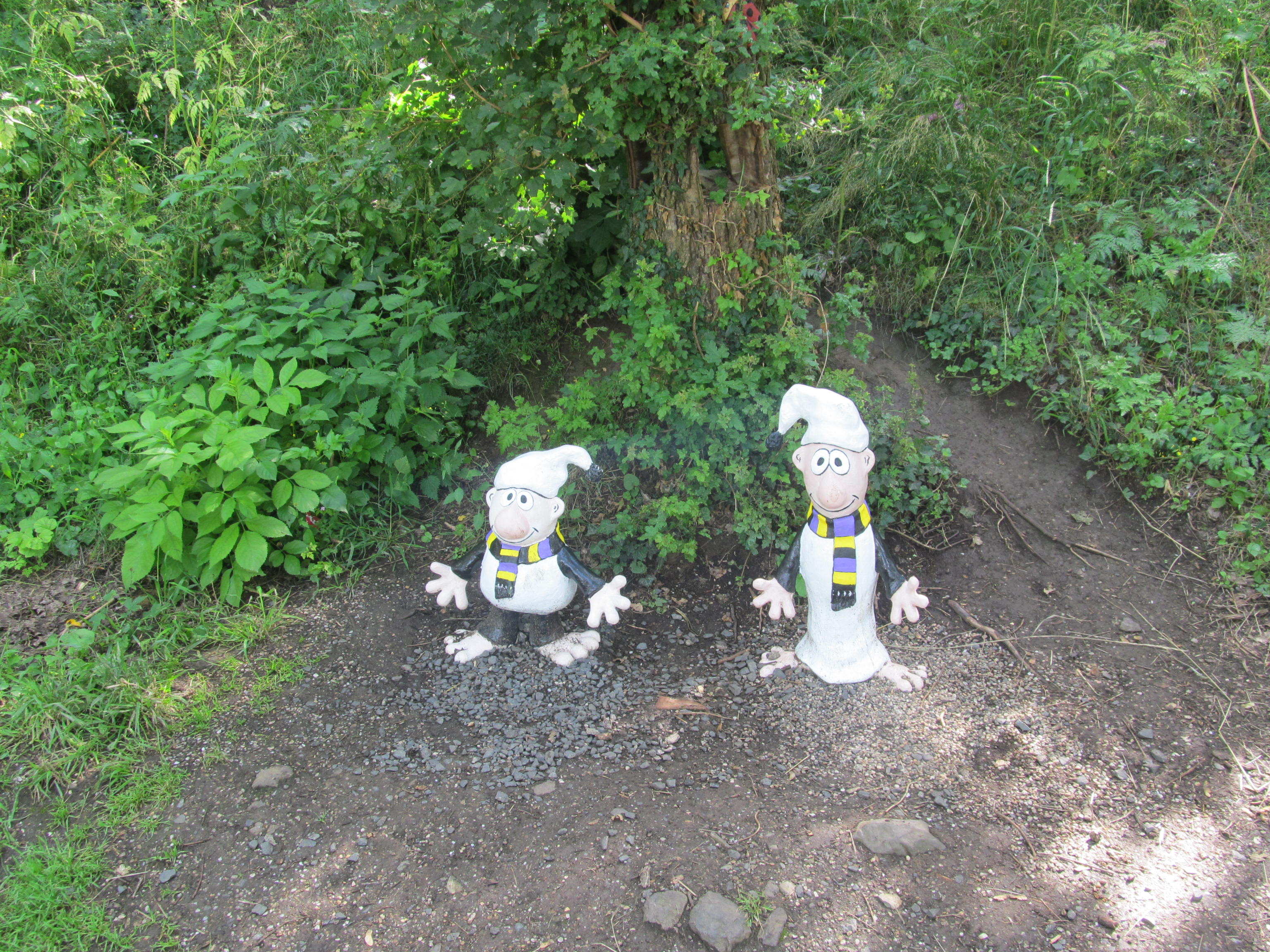
Křemílek s Vochomůrkou na stezce
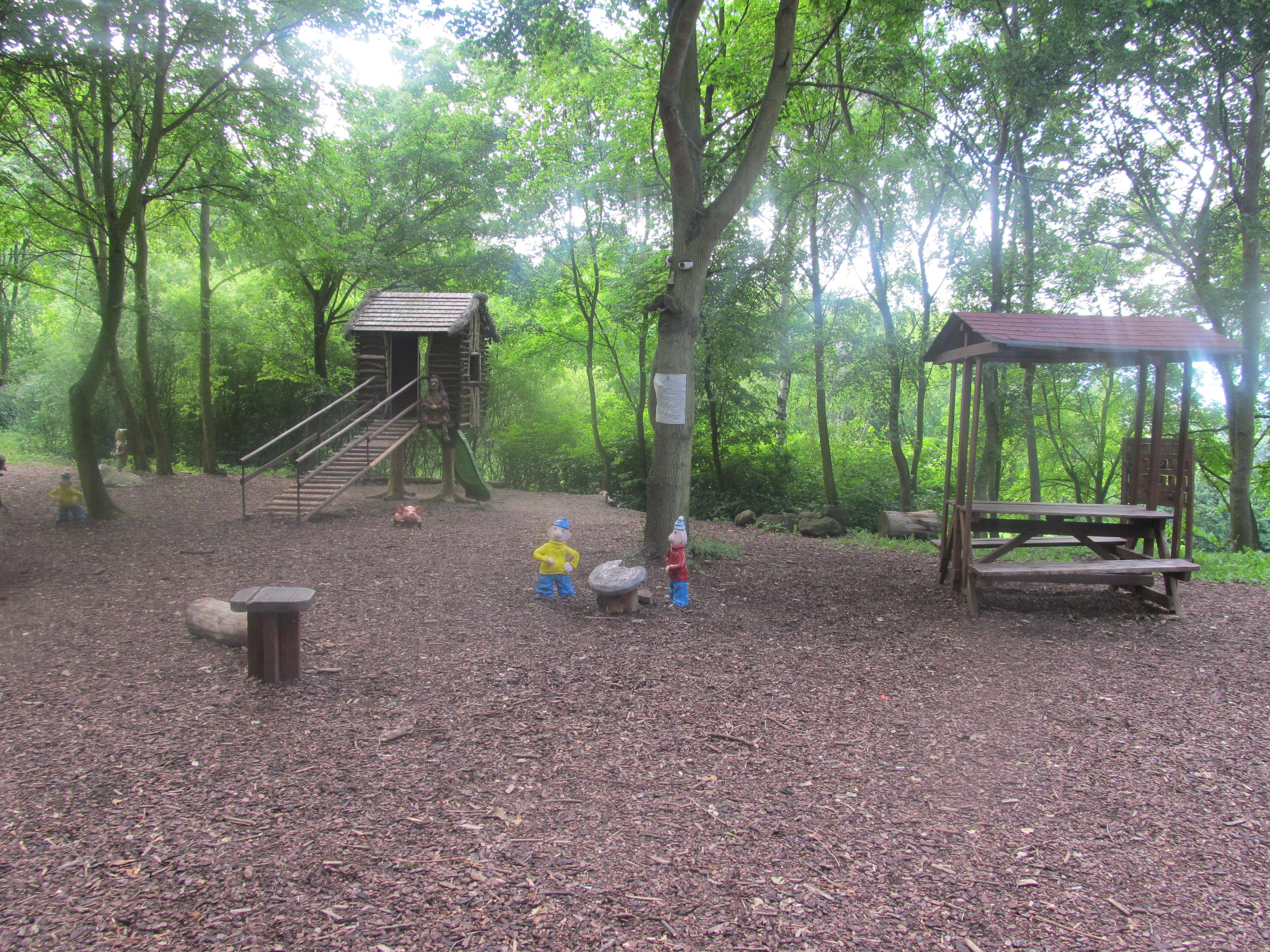
Část areálu Mýtinky fantazie
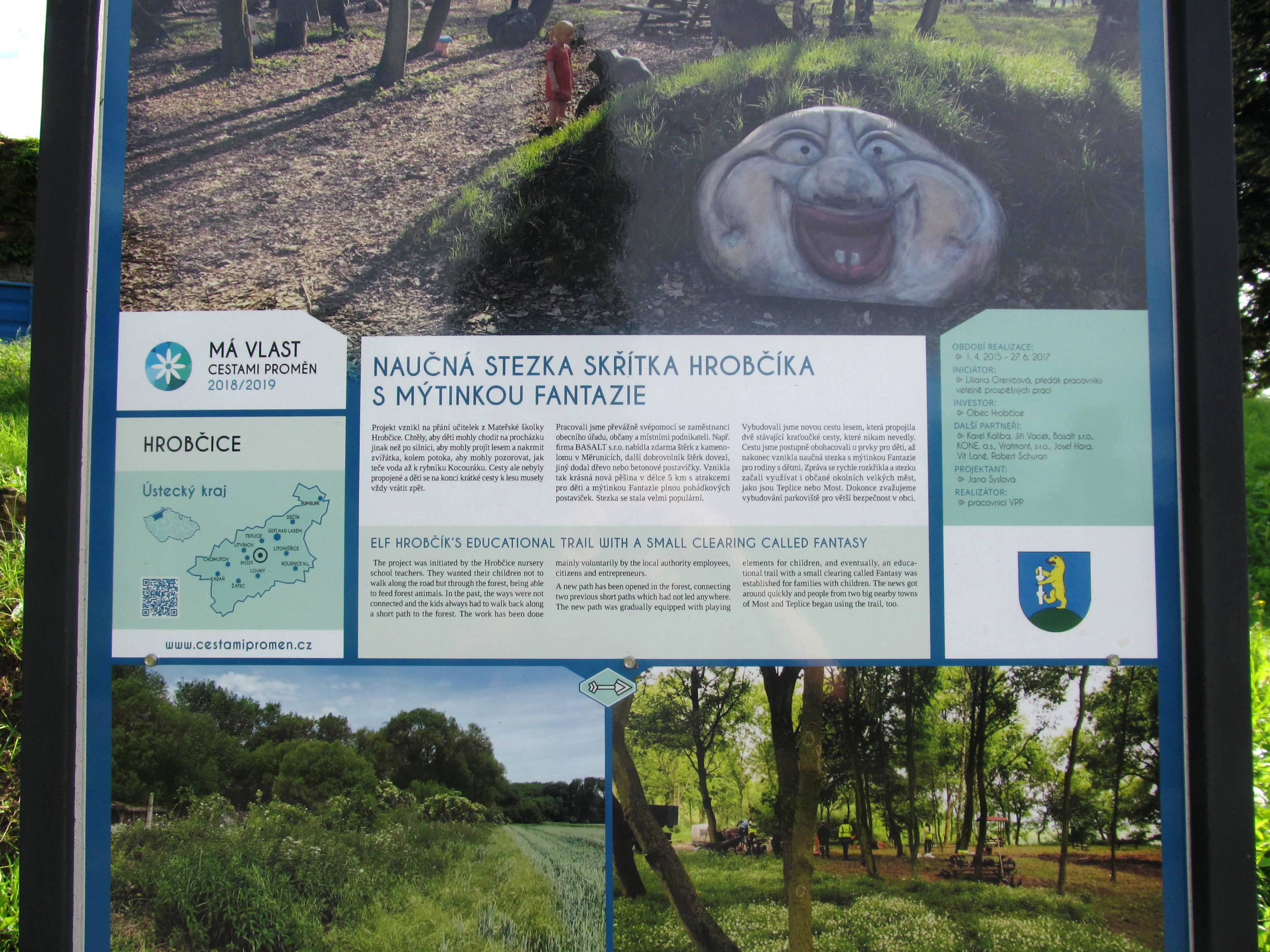
Informační tabule u východiště stezky